# Žeravice (Olovo)
Pour les articles homonymes, voir Žeravice.
Žeravice (en serbe cyrillique : Жеравице) est un village de Bosnie-Herzégovine. Il est situé dans la municipalité d'Olovo, dans le canton de Zenica-Doboj et dans la fédération de Bosnie-et-Herzégovine. Selon les premiers résultats du recensement bosnien de 2013, il ne compte aucun habitant.
Avant la guerre de Bosnie-Herzégovine, le village fait entièrement partie de la municipalité de Han Pijesak ; après la guerre, son territoire a été partiellement intégré dans la municipalité d'Olovo, rattachée à la fédération de Bosnie-et-Herzégovine.

## Démographie

### Évolution historique de la population
| 1948 | 1953 | 1961 | 1971 | 1981 | 1991 | 2013 |
| ---- | ---- | ---- | ---- | ---- | ---- | ---- |
| -    | -    | 383  | 330  | 276  | 216  | 0    |

|  |